# Ottilia Adelborg
Eva Ottilia Adelborg, née le 6 décembre 1855 à Karlskrona et morte le 19 mars 1936 à Gagnef, est une artiste peintre, illustratrice et autrice suédoise.
Fondatrice d'une école de dentellerie, elle est considérée comme l'une des premières autrices et illustratrices d'ouvrages pour enfants en Suède. 

## Biographie

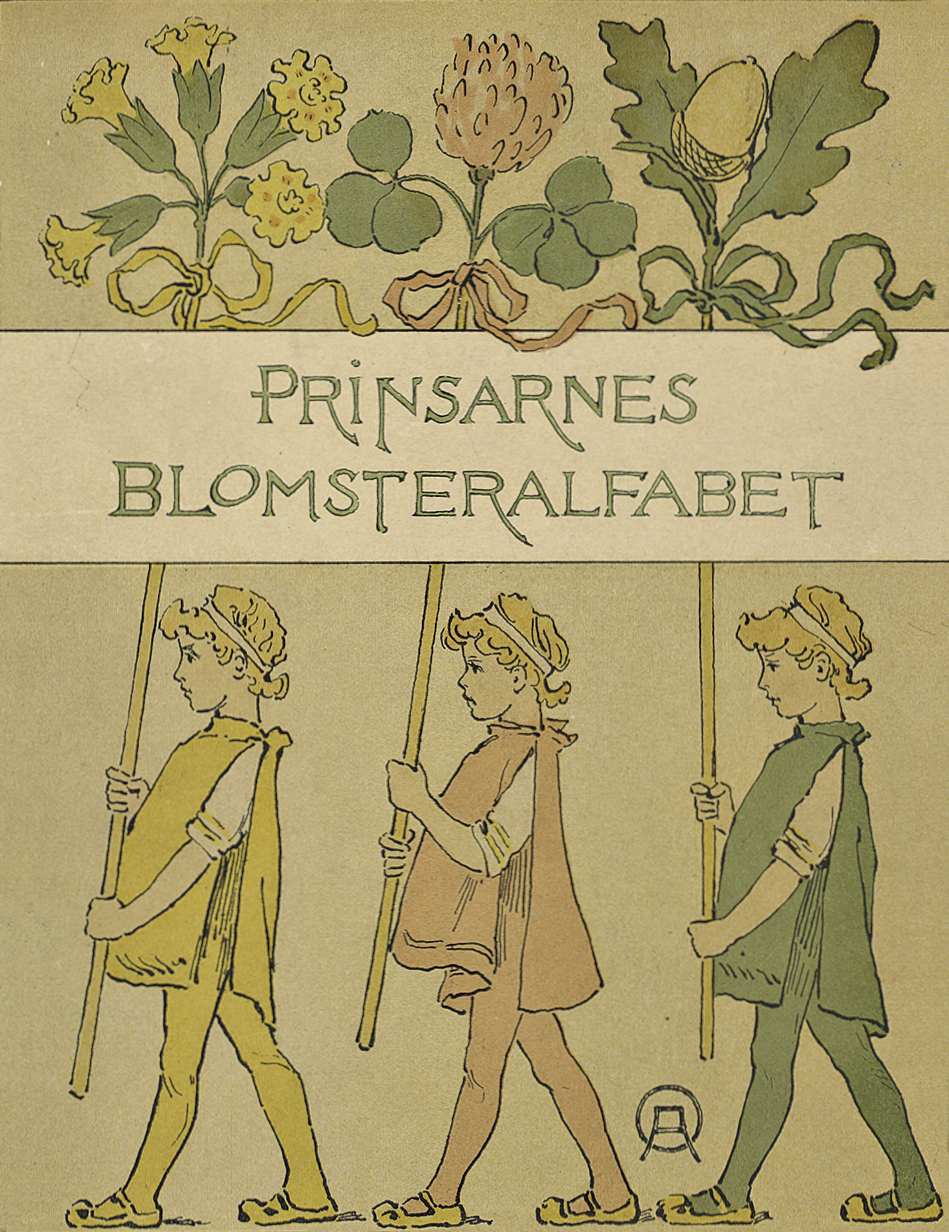
Couverture de Prinsarnes blomsteralfabet (1892).

Eva Ottilia Adelborg est la fille de Hedvig Catharina af Uhr et de Bror Jacob Adelborg. Elle est la petite-fille d'un capitaine de l'Armée suédoise, Erik Otto Borgh (1741-1787), anobli par le roi Gustave III de Suède. Ottilia a deux sœurs, Gertrud Adelborg, activiste féministe, et Maria Adelborg (en), également artiste.
Douée pour le dessin, Ottilia entre à l'Académie royale suédoise des Beaux-Arts (1878-1884). Entre 1898 et 1901, elle voyage aux Pays-Bas, en Italie et en France.
Dans l'intervalle, à partir de 1885, elle se fait un nom en tant qu'illustratrice de livres pour enfants. Elle conçoit jusque dans les années 1920, une douzaine d'ouvrages et contribue à une douzaine d'autres, seulement en tant qu'illustratrice. En 1892, elle publie Prinsarnes blomsteralfabet (« Abécédaire fleuri des princes »), sans doute sous l'influence de Walter Crane. En 1896, Pelle Snygg och barnen i Snaskeby (« Pelle Propre et les enfants de Crasseville » ) reste l'un de ses plus gros succès, plusieurs fois réimprimé. Certaines de ses planches, comme En Björnhistoria (1899), sont des bandes dessinées, qu'elle propose entre autres à des magazines destinés à la jeunesse.
Ottilia Adelborg a également conçu des motifs pour papier peint ainsi que des meubles. En 1911, elle produit l'affiche lithographiée destinée à la première exposition des artistes femmes suédoises.
Très sensible aux artisanats d'art, elle devient en 1899 membre du conseil exécutif de l'Association suédoise de l'artisanat (Föreningen för svensk hemslöjd) fondée la même année. 
En 1903, Ottilia Adelborg s'installe à Gagnef, où elle fonde une école de dentellerie et un espace de conservation (Minesstugan) abritant de l'artisanat local et des objets historiques. 
Son travail est conservé par le musée Ottilia Adelborg situé à Gagnef, par le musée Anders Zorn (Mora) et par le Nationalmuseum (Stockholm).